# Блокадный репродуктор
«Блока́дный репроду́ктор» — памятный знак в Санкт-Петербурге на углу здания на Невском проспекте, 54/3 и Малой Садовой улицы, где в годы блокады был установлен громкоговоритель, передававший вести с фронта.

## История

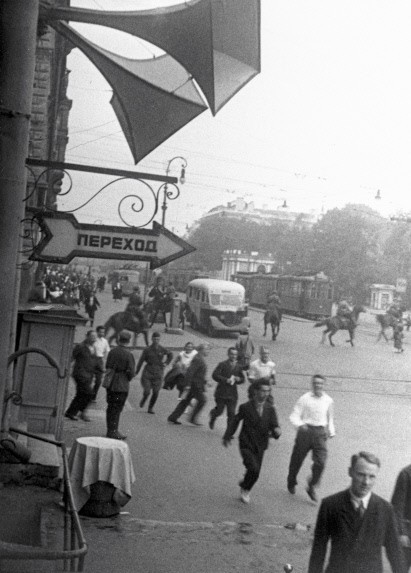
Воздушная тревога.
Ленинград в первые дни войны

Нигде радио не значило так много, как в нашем городе в дни войны.
В годы блокады радио играло в жизни города особую роль — оно не только поддерживало связь осаждённого Ленинграда с остальной страной, но и организовывало повседневную жизнь ленинградцев. Транслировались сообщения Совинформбюро, передачи «Слушай, фронт! Говорит Москва», звучали радиовыпуски газет, музыка и поэзия, передавались ленинградская хроника событий, новости культуры и искусства, зачитываемые по радио фронтовые письма заменяли не работавшую почту.
Ленинградское радио передавало сигналы воздушной тревоги и «отбоя», оповещения об артобстрелах, изменениях норм продуктов, инструкции о поведении при тревоге, противопожарной обороне, разведении огородов в городских скверах. В перерывах между передачами звучал метроном, определявший обстановку в городе: «Если радиопульс нормальный — 60 ударов в минуту — в городе всё спокойно, если учащённый — бомбёжка или артобстрел».
В первые месяцы блокады на улицах города было установлено 1500 громкоговорителей. В документальной «Балладе о репродукторе» писатель Ю. Л. Алянский вспоминал:
Особую службу несли уличные динамики. Они были укреплены с таким расчётом, чтобы прохожий непрерывно находился в зоне их звучания: один динамик «провожал» пешехода, другой тут же «встречал» его. Так вели они ленинградцев тяжкими блокадными маршрутами улиц. Во время обстрелов динамики сейчас же переходили в распоряжение МПВО, предупреждали людей об опасности и спасли сотни человеческих жизней. Радио стало неотъемлемой частью жизни — как кусочек хлеба, стакан кипятку, вязанка дров.

## Память

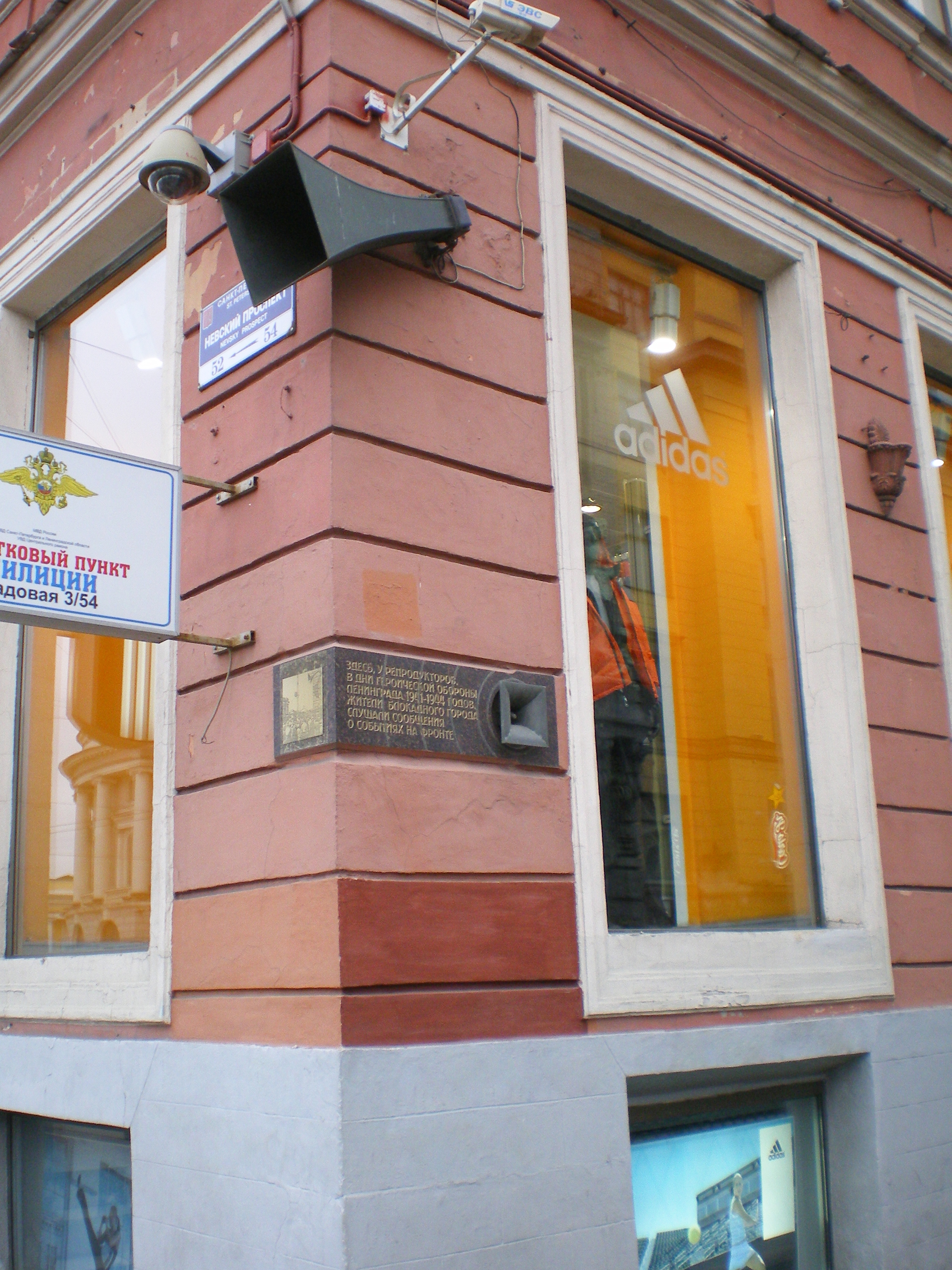

Один из уличных репродукторов размещался на здании дома 54/3 на углу Невского проспекта и Малой Садовой улицы (тогда носивших названия проспект 25 Октября и улица Пролеткульта), он часто попадал в кадры военной хроники. В 2002 году на историческом месте был установлен памятный знак блокадному репродуктору, посвящённый труженикам ленинградского военного радиоэфира и подвигу ленинградцев. Памятный знак работы архитектора А. П. Чернова выполнен по проекту студента СПбГу К. А. Страхова. По словам автора проекта, внука и правнука блокадников, идея памятника репродуктору пришла к нему ещё в школьные годы, но воплотить её удалось не сразу. В воплощении принял участие М. Г. Зегер, хранитель Музея истории Ленинградского — Петербургского радио, в годы блокады работавший радиоинженером на Ленинградском радио.

Памятный знак представляет собой композицию, состоящую из рупорного репродуктора военного образца и мемориальной доски. Громкоговоритель укреплён на углу здания со стороны Малой Садовой, раструб рупора обращён на Невский проспект. Ниже угловая мемориальная доска: со стороны Невского — металлическая пластина с фотографией, запечатлевшей жителей Ленинграда у репродуктора в июне 1941 года; со стороны Малой Садовой — железный репродуктор, от которого расходятся круги радиоволн, слева на камне выбита надпись: 
Здесь, у репродукторов,
в дни героической обороны
Ленинграда 1941—1944 годов
жители блокадного города
слушали сообщения
о событиях на фронте
Внешне повторяющий советскую модель громкоговоритель оборудован современной начинкой, собранной студентами радиофизического факультета Политехнического университета. Рупорный репродуктор соединён беспроводной связью с размещённым рядом современным громкоговорителем, что даёт возможность вести радиотрансляцию. Открытие памятника состоялось 8 мая 2002 года, на торжественной церемонии из репродуктора звучала редкая блокадная запись голоса Ольги Берггольц.
Мемориальный знак блокадному репродуктору входит в Маршрут памяти, внесён в «Книгу памяти Великой войны». В дни годовщин Победы у мемориального знака проходят акции памяти, из репродуктора звучат блокадные записи.

## Комментарии
1. ↑  На внутренней стене дома 54/3 находится памятный знак «Блокадной парикмахерской»[17].